# Hasee
Hasee, ou Hasee Computer Co. Ltd, connue sous le nom de Shenzhou en Chine et Khan en Corée du Sud, est une entreprise chinoise. C'est l'un des trois premiers constructeurs mondiaux d’ordinateurs fixes et portables avec ASUS et Lenovo (anciennement IBM).

## Historique
L'entreprise a été créée en 1995 par Wu Haijun. Elle est dirigée actuellement par Foo Piau Phang. Son bénéfice net annuel est estimé à 600 millions d’euros. Elle possède son propre parc industriel de 160 000 m2 à Shenzhen. Elle emploie 3 000 salariés dont 300 ingénieurs, pour une couverture de 42 branches d’activités dans l’électronique et la firme s'entoure de partenaires et réseaux de distribution dans environ 100 pays à travers le monde.

## Organisation
Depuis 2006, la distribution de ses produits est assurée en Europe par son partenaire Hasee Europe  et quelques succursales comme Startech, qui bénéficient d'une large expérience sur les marchés segmentés Education, Santé et Corporate.

## Capacités de production
La maison-mère de Hasee en Chine est orientée surtout dans la fabrication OEM, avec plus de 25 chaînes de production et un rendement maximal de 120 000 à 140 000 pièces par mois.

## Qualité des produits
Depuis 2008, les produits Hasee des catégories ordinateurs portables et ordinateurs tout-en-un répondent aux normes UL/CE/CSA/FCC/RoHS en vigueur et sont certifiés ISO 9001-2000, ISO 14001. Les ordinateurs de bureau sont aux normes Rohs et CE en 2010. Ses produits répondent à la norme Energy Star.
Les produits Hasee sont de grade A et plus de 100 personnes sont désormais dédiées au seul service qualité du groupe en Chine, sans compter les équipes régionales en France et dans d'autres pays.
La recherche et le développement de la firme Hasee est répartie sur sept sites et l'entreprise a été plusieurs fois primée pour son innovation.

## Produits célèbres
En 2010, certains pirates ont remarqué le Hasee Ultrabook, l'un des pc portables les plus fins du monde, lancé par Hasee Europe en collaboration avec Thread Technologies et également distribué par les marques Praxis et Airis en France et facilement transformables en faux produits Apple.
Fin 2010 toujours, Hasee Europe frappe encore avec la première tablet pc sous Windows 7 dotée de la 3G et d'un vrai disque dur de 160Go.

## Partenaires majeurs
Hasee est un partenaire direct de Microsoft et de plusieurs constructeurs comme Intel, RealTek, ATI, NVidia, TWH et la firme taïwanaise ECS.
La branche Franco-Européenne s'enrichit du portefeuille de SIA Electronics qui regroupe une cinquantaine de constructeurs asiatiques majeurs.